# Piers Haggard
Piers Inigo Haggard, OBE (Londres 18 de març de 1939 - 11 de gener de 2023), fou un director de teatre, cinema i televisió britànic.

## Biografia
Haggard va néixer a Londres però va créixer en una petita granja a Clackmannanshire. És el besnebot de Sir Henry Rider Haggard, i fill de Morna Gillespie i de l'actor, poeta i novel·lista Stephen Haggard, que va morir el 1943. Haggard està casat amb l'artista Anna Sklovsky, amb qui té dos fills, l'actriu Daisy Haggard, i William Haggard que és arquitecte. Té quatre fills del seu primer matrimoni, Sarah, Claire, Rachel i Philip.
Haggard va començar la seva carrera com a assistent de direcció a la Royal Court el 1960, després va dirigir al Dundee Rep i al Glasgow Citizens abans d'unir-se a la primera companyia del National Theatre el 1963 on va codirigir (John Dexter i Bill Gaskill) i va assistir a Laurence Olivier i Franco Zeffirelli.
El 1965, es va traslladar a la BBC Television, dirigint obres de teatre per a la sèrie dramàtica d'antologia Thirty-Minute Theatre a la dècada de 1960, després treballant en els espectacles d'antologia més prestigiosos, Armchair Theatre (per a ITV) i Play for Today (per la BBC), així com Callan  i Public Eye per la xarxa comercial. Va dirigir diversos programes durant la dècada de 1970, com ara The Rivals of Sherlock Holmes, The Love School, Love for Lydia i Play of the Month: The Chester Mystery Plays (1976).
Probablement el seu treball més conegut és la sèrie dramàtica de la BBC de Dennis Potter Pennies From Heaven (1978) pel qual va rebre un premi BAFTA com el seu director. L'any següent va dirigir l'ambiciós serial de ciència-ficció Quatermass, una producció d'Euston Films per a Thames Television, que es va mostrar a la cadena ITV.. Ambdues produccions estan disponibles en DVD, i el llançament de Pennies From Heaven inclou un comentari d'àudio de Haggard (també amb el productor de sèries Kenith Trodd).
El seu treball cinematogràfic inclou Wedding Night (1970); el clàssic de culte The Blood on Satan's Claw (1970); la versió cinematogràfica de Quatermass (1980); Summer Story (1988); El pla diabòlic del Dr. Fu Manxú (1980), darrera pel·lícula de Peter Sellers; i Venom (1982). El comentari d'àudio de Haggard a Venom és conegut per la seva franquesa, i algunes anècdotes divertides sobre les travessies competitives de les estrelles Oliver Reed i Klaus Kinski. El 1982 també va dirigir The Ticket of Leave Man al Teatre Nacional.
El treball televisiu posterior va incloure Mrs Reinhardt (1986); una sèrie d'especials de televisió dels EUA amb estrelles com Liza Minnelli, Cheryl Ladd i Judge Reinholdt; la sèrie de ciència-ficció de Gerry Anderson Space Precinct (1994); i diversos drames de televisió puntuals com ara Eskimo Day (1996), Cold Enough For Snow (1997) i The Hunt (2001). L'ambientada en les praderies canadenques Conquest (1998) va ser el seu darrer llargmetratge. Va dirigir els guanyadors dels Premis Oscar Vanessa Redgrave i Maximilian Schell a la mini-sèrie de 2006 The Shell Seekers.
Haggard també ha tingut una carrera paral·lela de 40 anys fent campanya pels drets dels directors. Va ser president de l'Associació de Directors i Productors l'any 1976; va fundar i va ser primer president del Directors Guild of Great Britain (DGGB), format el 1982 en una reunió de més d'un centenar de directors de cinema, teatre i televisió al Ronnie Scott's Jazz Club a Londres. Va fundar la Directors’ and Producers’ Rights Society (DPRS, 1987), formant part del seu consell durant 20 anys, fins que el 2007 es va transmutar en Directors UK, del qual encara és membre del consell. També va ser vicepresident i president de FERA, l'Associació de Directors de Cinema Europeus, del 2010 al 2013.
Haggard va ser nomenat Oficial de l'Orde de l'Imperi Britànic (OBE) als Honors d'Any Nou 2016 pels serveis al cinema, la televisió i el teatre.

## Filmografia selecta
- Wedding Night (1970)
- The Blood on Satan's Claw (1971)
- The Love School (1975)
- The Quatermass Conclusion (1979)
- El pla diabòlic del Dr. Fu Manxú (1980)
- Venom (1981)
- A Summer Story (1988)
- Four Eyes and Six Guns (1992)
- Conquest (1998)